# Första fotbollsmatchen mellan två svenska lag

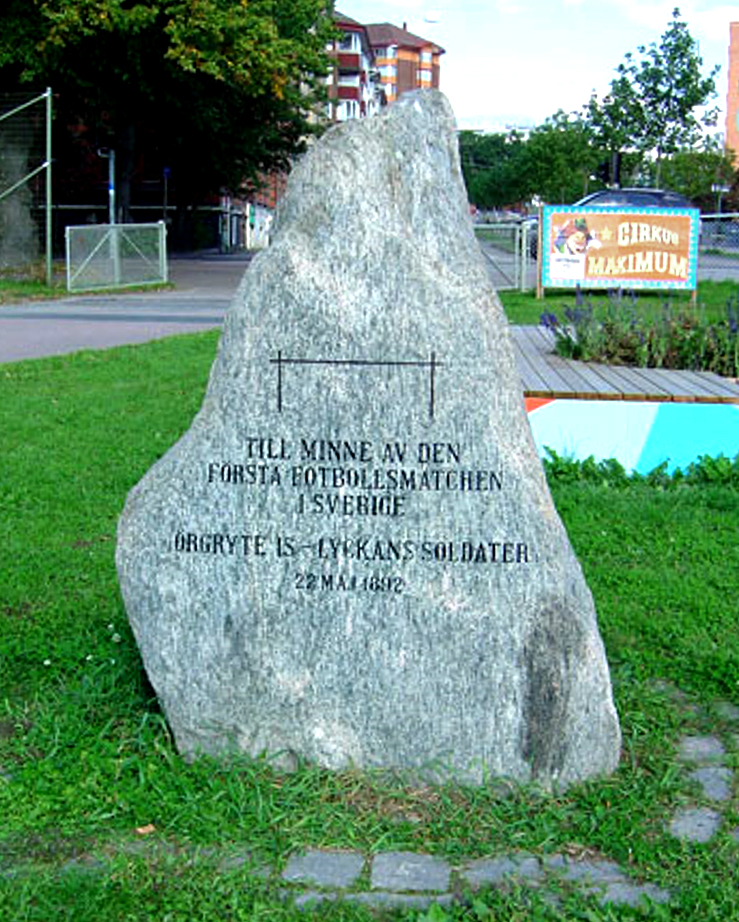
Minnessten av matchen på Heden i Göteborg.

Första fotbollsmatchen mellan två svenska lag med moderna regler spelades på Heden i Göteborg den 22 maj 1892, då Örgryte IS mötte IS Lyckans Soldater.

## Historia
I slutet av 1870-talet praktiserades fotboll på svenska militära skolor och statliga läroverk. Det är omtvistat var föreningsfotbollens vagga stod. Enligt en artikel i Göteborgs-Posten i juni 1877 bildades en förening för ”engelsk fotboll” i Polacksbacken, Uppsala av professor Frithiof Holmgren. Ett annat tidningsklipp från juli 1878 berättar om en match på Gotland mellan Stockholms Bollklubb och ett lag från Visby efter ”engelsk metod”. 
Nyinstiftade Halmstads BK (ej att förväxla med den nuvarande föreningen Halmstads BK grundat 1914) spelade den 14 september 1890 i Halmstad den första internationella fotbollsmatchen i Sverige mot danska Akademisk Boldclub. Danskarna vann med 3—0. . Dock är det omtvistat vilka regler som tillämpades i den matchen, däremot är det klart att den moderna regelboken tillämpades när två lag från Kjöbenhavns BK (klubben bildades 1876 och var 1879 först i Norden med organiserad fotboll) mötte varandra i Malmö den 12 oktober samma år.

## Om matchen
I samband med Gymnastik- och Idrottsfesten i Göteborg 1892 spelade Örgryte Idrottssällskap - då även kallat "Örgrytes skottelag" - mot Idrottssällskapet Lyckans Soldater på Heden i Göteborg. Detta var den första fotbollsmatchen där två svenska lag deltog och spelade med de regler som fastställts av det engelska fotbollsförbundet, associationsreglerna. Matchen varade i 2 x 30 minuter. Örgryte IS vann med 1-0 efter att ha gjort mål i den andra halvleken och tilldelades ett diplom för insatsen. Öis hade sex skottar i laget samt de två skotska tränarna John Lawson och William Scott. Samtliga arbetade på Göteborgs gardinfabrik.
Enligt Göteborgs Handels- och Sjöfartstidning var skottarna betydligt skickligare än de svenska spelarna. Tidningen skrev följande om matchen:
| ”                                        | I spelet deltogo 11 man från vardera av Idrottssällskapet LS (Lyckans Soldater) och Örgryte Idrottssällskap. Bland de senare befunno sig sex skottar, som visade en skicklighet i spelet vida överlägsen de svenska deltagarnas. Det var otvivelaktigt ganska lärorikt att se med vilken beräkning skottarna spelade och vilken uppmärksamhet de engagerade sin ledare. Under det att LS gossar måste nedlägga mycket mera ansträngnig och därmed följande kraftförbrukning i sin strid, så vann ÖIS en slutlig seger mera genom sin taktik. Det som spelades var det så kallade Associationsspelet och det skulle vara gjort inom 20 minuter. I den första dusten blev striden oavgjord, men i den andra segrade som ovan nämnt ÖIS (1-0) sedan LS under 17 minuter försvarat sin ställning. | „ |
| – Göteborgs Handels- och Sjöfartstidning | |   |

## Minnen av matchen
På Heden, platsen där matchen spelades, finns idag en minnessten som ska påminna om matchen. Stenen har texten:

Till minne av den första fotbollsmatchen i Sverige. Örgryte IS - Lyckans Soldater. 22 maj 1892.